# Picconia azorica
Picconia azorica is een groenblijvende struik of kleine boom uit de olijffamilie (Oleaceae). De soort is endemisch op de Azoren.

## Naamgeving enetymologie
- Synoniemen: Notelaea azorica Tutin
- Portugees: Pau-branco

De botanische naam Picconia is een eerbetoon aan de 19e-eeuwse Italiaanse abt en tuinbouwer Giammaria Picconi. De soortaanduiding azorica slaat op de vindplaats, de Azoren.

## Kenmerken
Picconia azorica is een groenblijvende struik of kleine boom die tot 8 meter hoog kan worden. De bladeren zijn aan de bovenzijde glanzend groen, leerachtig, ovaal tot lancetvormig, niet voorzien van klierharen, en in tegenstelling tot die van de laurierachtigen, tegenoverstaand ingeplant.
De bloemen zijn klein, viertallig, met een witte kroon, en staan in talrijke korte trossen in de bladoksels aan het einde van de takken.
De vruchten zijn 1,5 cm grote, olijfachtige bessen, die aanvankelijk groen zijn en bij rijpheid violet-paars tot zwart worden.
De plant bloeit van maart tot juli.

## Habitat en verspreiding
Picconia azorica is endemisch op de Azoren, waar hij voorkomt op alle eilanden van de archipel behalve op Graciosa, vooral in montane bossen op hoogtes tussen 300 en 600 m.
Net als alle andere soorten van de montane bossen van de Azoren, wordt zijn voortbestaan ernstig bedreigd door het verdwijnen van zijn biotoop.

## Economisch belang
Het hout van Picconia azorica werd gebruikt in de meubelmakerij.
P. azorica · 
P. excelsa